# Morti nel 1991/Aprile
| Questa pagina contiene informazioni ricavate automaticamente dalle voci biografiche con l'ausilio del template Bio e di un bot. L'aggiornamento è periodico e automatico e ricostruisce completamente la pagina. Se manca una persona in questa lista, sei pregato di non aggiungerla, ma accertati piuttosto che la sua voce biografica contenga il template Bio e che i dati anagrafici siano correttamente compilati. Se il template Bio manca, inseriscilo tu stesso o, in alternativa, metti l'avviso {{tmp\|Bio}} che ne segnala la mancanza. Se i dati riportati sono sbagliati, correggi direttamente la voce biografica; le modifiche saranno visibili in questa lista entro pochi giorni. Per chiarimenti vedi il progetto biografie. La lista contiene solo le 111 persone che sono citate nell'enciclopedia e per le quali è stato implementato correttamente il template Bio. Pagina aggiornata al 3 mar 2024. |

- 1º aprile - Jesús Antonio Castro Becerra, vescovo cattolico colombiano (n. 1908)
- 1º aprile - Daniele Dublino, attore italiano (n. 1945)
- 1º aprile - Martha Graham, danzatrice e coreografa statunitense (n. 1894)
- 1º aprile - Gian Carlo Grassi, alpinista italiano (n. 1946)
- 1º aprile - Jaime Guzmán, politico e giurista cileno (n. 1946)
- 1º aprile - Haim Hanani, matematico polacco (n. 1912)
- 1º aprile - Paulo Muwanga, politico ugandese (n. 1924)
- 1º aprile - Detlev Karsten Rohwedder, manager e politico tedesco (n. 1932)
- 2 aprile - Gisa Geert, coreografa e attrice austriaca (n. 1900)
- 2 aprile - Ken Gunning, cestista e allenatore di pallacanestro statunitense (n. 1914)
- 2 aprile - António Reis, regista, attore e poeta portoghese (n. 1927)
- 3 aprile - Graham Greene, scrittore, drammaturgo e sceneggiatore britannico (n. 1904)
- 3 aprile - Tatul Krpeyan, partigiano armeno (n. 1965)
- 4 aprile - Edmund Adamkiewicz, calciatore tedesco (n. 1920)
- 4 aprile - Paulo César de Araújo, calciatore brasiliano (n. 1934)
- 4 aprile - Charles Duits, scrittore, pittore e poeta francese (n. 1925)
- 4 aprile - Max Frisch, scrittore e architetto svizzero (n. 1911)
- 4 aprile - Louiguy, compositore francese (n. 1916)
- 4 aprile - Henry John Heinz III, politico e imprenditore statunitense (n. 1938)
- 4 aprile - Giuseppe Soncini, partigiano e politico italiano (n. 1926)
- 5 aprile - Antonín Bradáč, calciatore cecoslovacco (n. 1920)
- 5 aprile - Mario Brancacci, umorista e sceneggiatore italiano (n. 1910)
- 5 aprile - Sonny Carter, astronauta e medico statunitense (n. 1947)
- 5 aprile - William Sidney, militare e politico britannico (n. 1909)
- 5 aprile - Renato Turi, attore, doppiatore e direttore del doppiaggio italiano (n. 1920)
- 6 aprile - Bill Ponsford, crickettista australiano (n. 1900)
- 7 aprile - Giovanni Battista Carron, politico e partigiano italiano (n. 1910)
- 7 aprile - Ruth Page, ballerina e coreografa statunitense (n. 1899)
- 7 aprile - Vera Slonim, traduttrice russa (n. 1902)
- 7 aprile - Alcide Ticò, scultore italiano (n. 1911)
- 8 aprile - Dead, cantautore svedese (n. 1969)
- 8 aprile - Emmanuel Mwape, calciatore zambiano (n. 1950)
- 9 aprile - Marino Bon Valsassina, giurista italiano (n. 1921)
- 9 aprile - Norris Bowden, pattinatore artistico su ghiaccio canadese (n. 1926)
- 9 aprile - Antoine Dignef, ciclista su strada belga (n. 1910)
- 9 aprile - Forrest Towns, ostacolista statunitense (n. 1914)
- 10 aprile - Otto Berg, lunghista norvegese (n. 1906)
- 10 aprile - Wilma Dias, attrice, ballerina e showgirl brasiliana (n. 1954)
- 10 aprile - Kevin Peter Hall, attore statunitense (n. 1955)
- 10 aprile - Natalie Schafer, attrice statunitense (n. 1900)
- 10 aprile - Wu Yin, attrice cinese (n. 1909)
- 11 aprile - Fredson Bowers, filologo e bibliografo statunitense (n. 1905)
- 11 aprile - Ferdinand Faczinek, calciatore e allenatore di calcio cecoslovacco (n. 1911)
- 11 aprile - Lionello Levi Sandri, giurista, partigiano e antifascista italiano (n. 1910)
- 11 aprile - Syria Poletti, scrittrice, saggista e poetessa italiana (n. 1917)
- 12 aprile - Domenico Latanza, politico italiano (n. 1908)
- 12 aprile - Tom Rosqui, attore statunitense (n. 1928)
- 13 aprile - Kalevi Laurila, fondista finlandese (n. 1937)
- 13 aprile - Uberto Pallastrelli, pittore italiano (n. 1904)
- 14 aprile - Inaco Biancalana, scultore italiano (n. 1912)
- 14 aprile - Riccardo Mantoni, regista, doppiatore e autore televisivo italiano (n. 1918)
- 14 aprile - Randolfo Pacciardi, politico, antifascista e militare italiano (n. 1899)
- 15 aprile - Vincenzo Biani, generale e aviatore italiano (n. 1901)
- 15 aprile - Enrico Spadola, politico e avvocato italiano (n. 1920)
- 15 aprile - Erich Zander, hockeista su prato tedesco (n. 1905)
- 16 aprile - Roman Jasinski, ballerino polacco (n. 1907)
- 16 aprile - David Lean, regista, sceneggiatore e attore britannico (n. 1908)
- 16 aprile - Riccardo Manzi, vignettista e pittore italiano (n. 1913)
- 16 aprile - Sergio Peresson, liutaio italiano (n. 1913)
- 17 aprile - Giovanni Malagodi, politico italiano (n. 1904)
- 17 aprile - Édouard Wawrzeniak, calciatore francese (n. 1912)
- 17 aprile - Jack Yellen, paroliere, compositore e sceneggiatore statunitense (n. 1892)
- 18 aprile - Austin Bradford Hill, epidemiologo e statistico britannico (n. 1897)
- 19 aprile - André Houška, calciatore cecoslovacco (n. 1926)
- 20 aprile - Hiroyuki Ebihara, pugile giapponese (n. 1940)
- 20 aprile - Josef Kaiml, calciatore cecoslovacco (n. 1926)
- 20 aprile - Steve Marriott, musicista e cantante britannico (n. 1947)
- 20 aprile - Emmanuel Kiwanuka Nsubuga, cardinale e arcivescovo cattolico ugandese (n. 1914)
- 20 aprile - Don Siegel, regista, montatore e produttore cinematografico statunitense (n. 1912)
- 20 aprile - Yumjaagiin Tsedenbal, politico mongolo (n. 1916)
- 21 aprile - Willi Boskovsky, violinista e direttore d'orchestra austriaco (n. 1909)
- 21 aprile - Jim Bulloch, allenatore di pallacanestro canadese (n. 1920)
- 21 aprile - Bernard Laidebeur, velocista francese (n. 1942)
- 21 aprile - Oksana Trofimovna Pavlenko, pittrice sovietica (n. 1896)
- 22 aprile - Jack Kid Berg, pugile britannico (n. 1909)
- 22 aprile - Teodoro Kovacich, calciatore italiano (n. 1907)
- 22 aprile - Mikheil Meskhi, calciatore sovietico (n. 1937)
- 22 aprile - Sylvio Pirillo, calciatore e allenatore di calcio brasiliano (n. 1916)
- 23 aprile - Johnny Thunders, cantante, chitarrista e paroliere statunitense (n. 1952)
- 23 aprile - Luigi Tito, pittore italiano (n. 1907)
- 24 aprile - Mario Acchini, canottiere italiano (n. 1915)
- 24 aprile - Pietro Fadda, politico italiano (n. 1913)
- 24 aprile - Francis Josse, fumettista e illustratore francese (n. 1915)
- 24 aprile - József Pálinkás, calciatore ungherese (n. 1912)
- 24 aprile - Marie-Claire Solleville, sceneggiatrice e traduttrice francese (n. 1927)
- 25 aprile - Lando Degoli, personaggio televisivo italiano (n. 1919)
- 25 aprile - Giovanni Greselin, calciatore italiano (n. 1920)
- 25 aprile - Michael Kühnen, politico tedesco (n. 1955)
- 25 aprile - Theo Laseroms, allenatore di calcio e calciatore olandese (n. 1940)
- 25 aprile - Vito Raia, politico e sindacalista italiano (n. 1927)
- 25 aprile - Antônio de Castro Mayer, vescovo cattolico brasiliano (n. 1904)
- 26 aprile - Leo Arnaud, compositore francese (n. 1904)
- 26 aprile - Carmine Coppola, compositore, direttore d'orchestra e flautista statunitense (n. 1910)
- 26 aprile - A. B. Guthrie Jr., scrittore, sceneggiatore e giornalista statunitense (n. 1901)
- 26 aprile - Lars Hall, pentatleta svedese (n. 1927)
- 26 aprile - Ezio Marano, attore italiano (n. 1927)
- 26 aprile - Walter Reder, ufficiale e criminale di guerra tedesco (n. 1915)
- 26 aprile - Emanuele Sertorio, tennista e pilota di rally italiano
- 26 aprile - Marie-Thérèse d'Alverny, storica e bibliotecaria francese (n. 1903)
- 27 aprile - Joe Urso, cestista e allenatore di pallacanestro statunitense (n. 1916)
- 28 aprile - Ken Curtis, attore statunitense (n. 1916)
- 28 aprile - Jean Goujon, pistard francese (n. 1914)
- 28 aprile - Nicola Manzari, scrittore e sceneggiatore italiano (n. 1908)
- 28 aprile - Harry Sorensen, cestista statunitense (n. 1914)
- 28 aprile - Stan Turner, calciatore britannico (n. 1926)
- 28 aprile - Willy von Känel, calciatore svizzero (n. 1909)
- 29 aprile - Gonzaguinha, musicista e cantante brasiliano (n. 1945)
- 29 aprile - Jackie Searl, attore statunitense (n. 1921)
- 30 aprile - Ghislaine Dommanget, attrice teatrale francese (n. 1900)
- 30 aprile - André Fraigneau, scrittore e curatore editoriale francese (n. 1905)
- 30 aprile - Roy Seawright, effettista statunitense (n. 1905)